# Punta Maruja
Punta Maruja ist eine Landspitze an der Danco-Küste des Grahamlands auf der Antarktischen Halbinsel. Am Ostufer der Aguirre-Passage liegt sie am südlichen Ausläufer des Waterboat Point.
Wissenschaftler der 5. Chilenischen Antarktisexpedition (1950–1951) benannten sie nach dem Kosenamen der Ehefrau des an der Forschungsreise beteiligten Hydrographen Fernando Ferrer Fougá.